# Wilhelm Pieck
Friedrich Wilhelm Reinhold Pieck (Guben, provincia de Brandeburgo, 3 de enero de 1876 - Berlín Este, 7 de septiembre de 1960) fue un destacado político comunista alemán. Fue elegido Presidente de la República Democrática Alemana (RDA) el 11 de octubre de 1949, puesto que tuvo hasta su muerte, el 7 de septiembre de 1960. También fue el primer líder del Partido Socialista Unificado de Alemania (SED) junto a Otto Grotewohl.

## Biografía
Wilhelm Pieck fue hijo de un cochero y una lavandera. De 1890 a 1894 estuvo de aprendiz en una ebanistería. Hasta 1906 trabajó de ebanista, después se dedicó principalmente a la política.

### Carrera política
Pieck se afilió a un sindicato en 1894 y al Partido Socialdemócrata de Alemania (SPD) en 1895. De 1905 a 1910 fue miembro del parlamento de Bremen. Al estallar la Primera Guerra Mundial, se encuadró en el ala izquierda del Partido, opuesto al apoyo al conflicto y partidario de la Revolución.[cita requerida] Como miembro de la Liga Espartaquista de Karl Liebknecht y Rosa Luxemburgo fue uno de los fundadores del Partido Comunista de Alemania (KPD) en 1918. El 15 de enero de 1919, tras el fracaso del Levantamiento Espartaquista, Liebknecht y Luxemburgo fueron detenidos por una unidad de los Freikorps y ejecutados extrajudicialmente, mientras Pieck logró huir a Italia.
En 1921 regresó a Alemania y fue elegido diputado comunista del Parlamento de Prusia (1921-1928) y del Reichstag (1928-1933). El 23 de febrero de 1933, durante la campaña para las elecciones parlamentarias de marzo, Pieck fue el orador principal del KPD durante un mitin en el Palacio de Deportes de Berlín. Tras la toma del poder por el Partido Nazi salió del país y se exilió en París (de 1933 a 1935) y Moscú (de 1935 a 1945).
Durante su etapa en el exilio escaló posiciones en la Internacional Comunista (Komintern)[cita requerida] y fue elegido  presidente del KPD en 1935. En 1943 fue uno de los fundadores del Comité Nacional por una Alemania Libre, organismo impulsado por Iósif Stalin para fomentar la resistencia a Adolf Hitler.
Con el final de la contienda, Pieck y otros comunistas alemanes recibieron instrucciones de Stalin y el 1 de julio de 1945 ya se encontraban en Berlín. Es motivo de debate si en los planes de Stalin estaba que Pieck formara parte de un hipotético gobierno alemán de concentración y "burgués" con la idea de preservar la unidad alemana, o si pretendía establecer un gobierno bajo control comunista en la zona de ocupación soviética.

### Presidente del SED y la RDA

Estandarte del Presidente de la RDA (1955-1959).

Instalado en la zona de ocupación soviética, dirigió las gestiones para la unificación de comunistas y socialdemócratas en el Partido Socialista Unificado de Alemania (SED, o Sozialistische Einheitspartei Deutschlands). Cuando se produjo la unificación fue elegido presidente del nuevo partido en abril de 1946, compartiendo el cargo con el líder socialdemócrata Otto Grotewohl. En 1950 cedió la secretaría general a Walter Ulbricht, que se convertía así en el hombre fuerte del SED tras el alejamiento de Anton Ackermann.
Tras la constitución de la República Democrática Alemana en octubre de 1949, fue elegido su primer jefe de Estado (Präsident der DDR), ocupando el cargo hasta su muerte en 1960. Cuando Pieck falleció, Ulbricht le sucedió (como presidente del nuevo Consejo de Estado).

## Galería

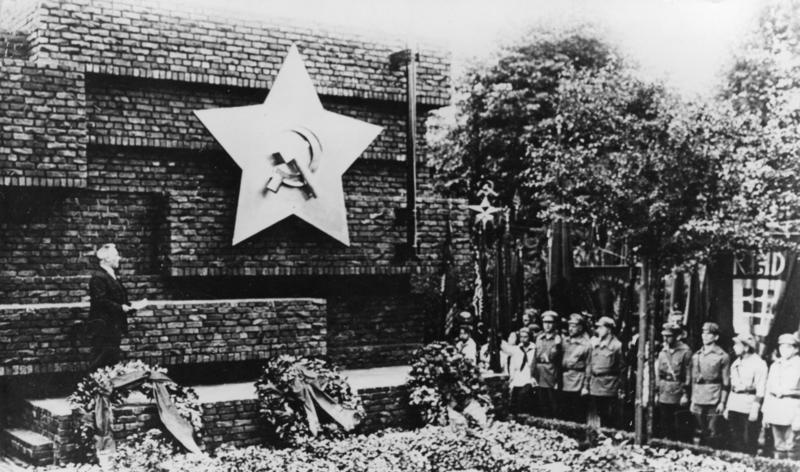
Pieck en un acto de Berlín (1926).
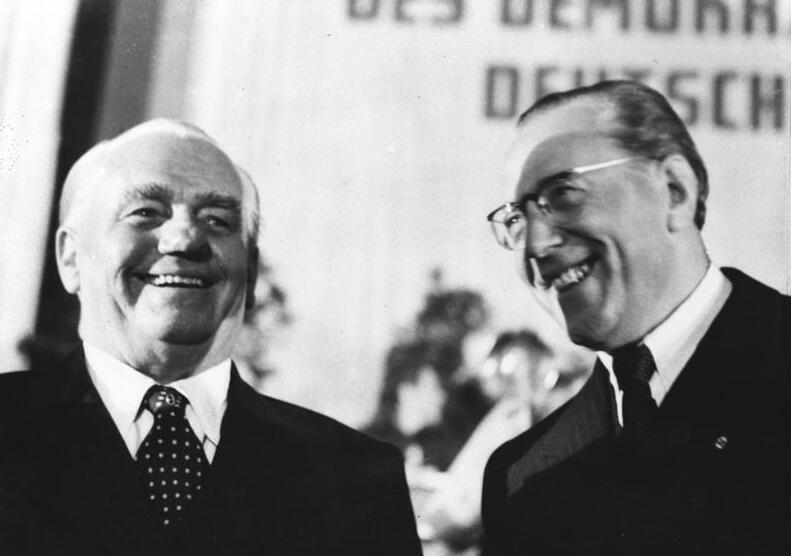
Pieck y Otto Grotewohl, en un acto de 1949.
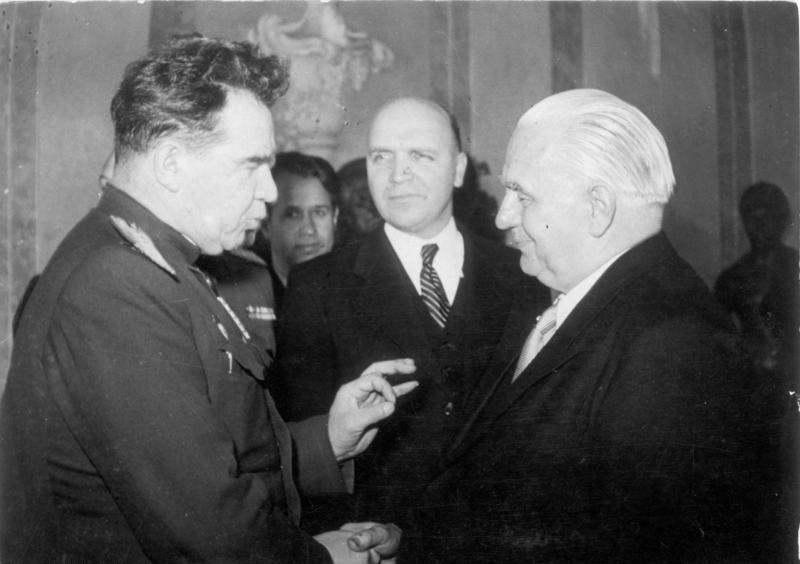
Pieck con el mariscal Vasili Chuikov (1949).
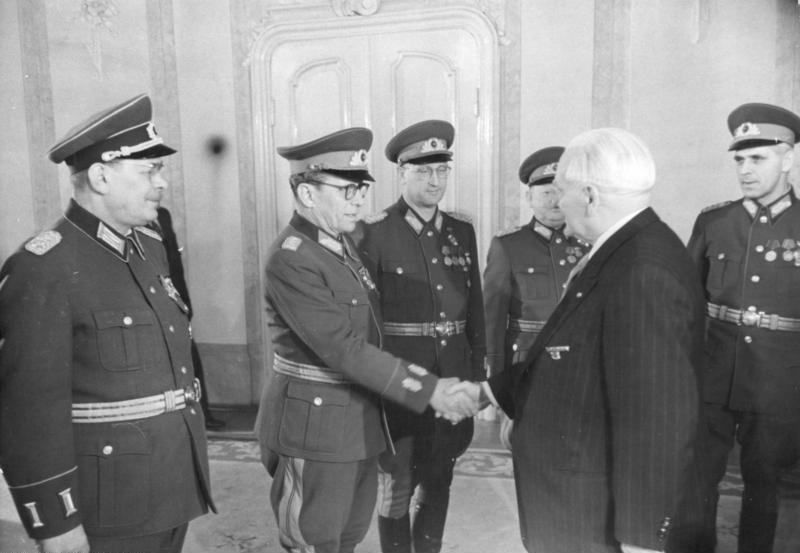
Pieck reunido con varios officiales del Ejército Popular Nacional (1957).
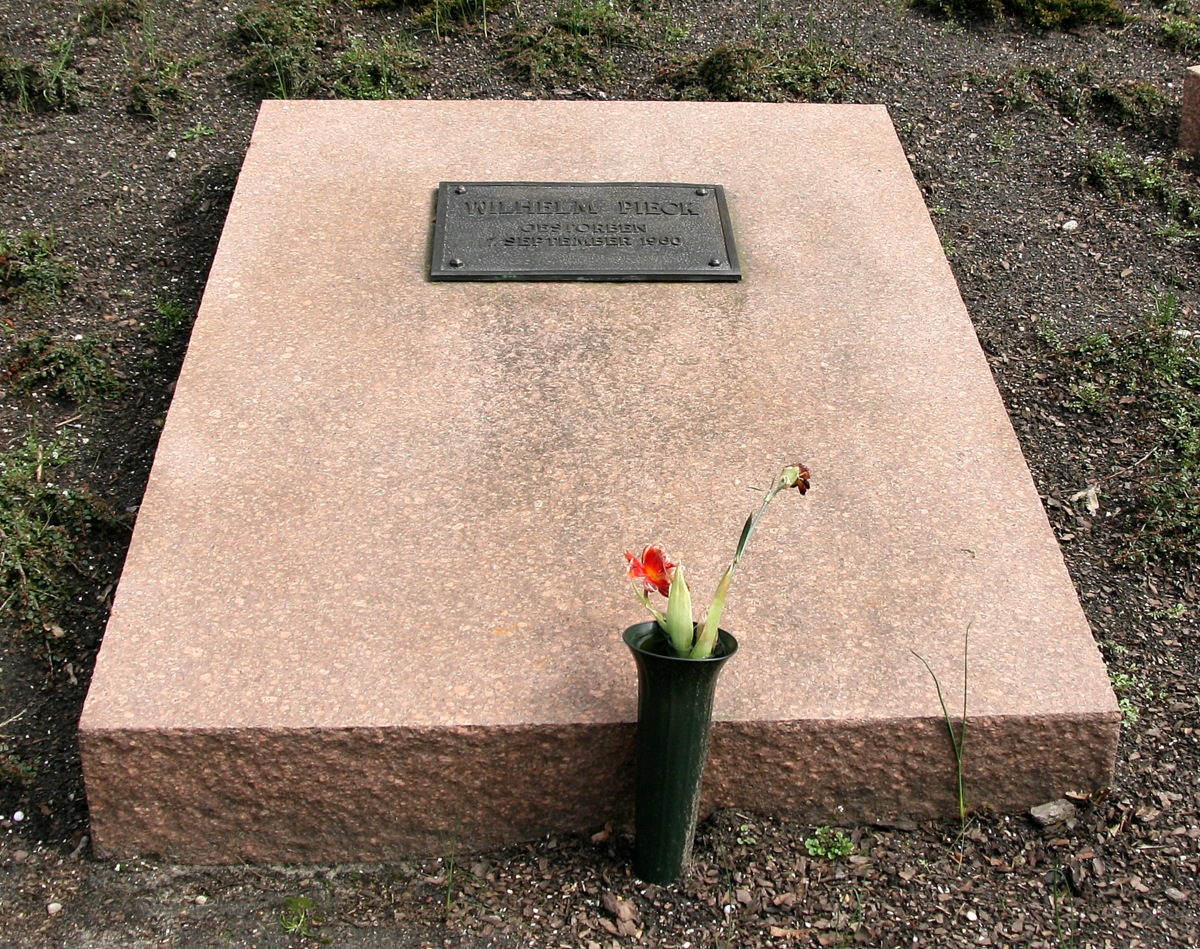
Tumba de Pieck, en Berlín-Friedrichsfelde.